# コリンエステラーゼ
コリンエステラーゼ（Cholinesterase。ChEと略す。）とは、コリンエステル類のエステル結合を加水分解する酵素である。生体内の神経伝達物質や麻酔薬などの代謝に不可欠である。アセチルコリンエステラーゼ(真性コリンエステラーゼ)とブチリルコリンエステラーゼ(偽コリンエステラーゼ)の2種が存在し、基質も生体内での作用も異なるが、区別して記載されていないことも多く、混同されやすい。

## 種類
コリンエステラーゼには、アセチルコリンエステラーゼとブチリルコリンエステラーゼの2種類が存在する。このうちブチリルコリンエステラーゼをコードしている遺伝子には、ヒトにおいて遺伝子の多型が見られ、中には、この酵素の活性が低い個体も見られる。
このために、エステル結合を持った化学物質の代謝の速度に違いが見られる場合もある。これに対して、アセチルコリンエステラーゼをコードしている遺伝子には、2005年現在において、ヒトでの遺伝子の多型は知られていない。
恐らく、ブチリルコリンエステラーゼとは違って、もしもアセチルコリンエステラーゼに変異が存在すると致命的であるがために、アセチルコリンエステラーゼをコードしている遺伝子には多型が見られないのだろうと考えられている。

### アセチルコリンエステラーゼ
AChEと略すことがある。また、真性コリンエステラーゼとも呼ばれる。神経組織、赤血球などに存在する。コリン作動性神経（副交感神経、運動神経、交感神経の中枢～神経節）の神経伝達物質の1種であるアセチルコリンをコリンに分解し、アセチルコリンエステラーゼ自身はアセチル化される。これに伴いアセチルコリンエステラーゼは失活するものの、数ミリ秒で脱アセチル化が起こり、再び活性を得る。なおアセチル基は酢酸となって遊離される。

### ブチリルコリンエステラーゼ
BuChEと略すことがある。また、偽コリンエステラーゼとも呼ばれる。ヒトでは肝臓で合成され、血清などに存在する。AChを含む様々なコリンエステル類を分解する。健康診断などで検査されるChEは、こちらの方である。高値の場合はネフローゼ症候群、脂肪肝など、何らかの理由で肝臓に過大な負荷がかかり、肝機能が異常に亢進し続けていることが疑われる。逆に、低値の場合は肝硬変、肝炎など、何らかの理由で肝機能が低下した結果として肝臓のタンパク質の合成能が低下していること、または、有機リン系薬物中毒（有機リン系の農薬中毒、サリンなどの神経ガス中毒）などでブチリルコリンエステラーゼが異常に消費されていることが疑われる。なお、ブチリルコリンエステラーゼに変異があったり、または酵素そのものが欠損している場合、例えば、スキサメトニウムによる筋弛緩が長く続くなどの影響も出てくる。

## コリンエステラーゼの阻害剤
アセチルコリンによってコリンエステラーゼがアセチル化されて失活しても、数ミリ秒で脱アセチル化が起こるため、コリンエステラーゼの活性はすぐに戻る。このため、仮にアセチルコリンを投与したところで、簡単にコリンと酢酸に分解されてしまう。しかし、コリンエステラーゼがカルバモイル化されて失活した場合は、数時間程度で脱カルバモイル化が起こって、再び活性を得るという転帰をたどり、この場合はコリンエステラーゼの作用が大きく阻害される。これを利用しているのがネオスチグミンやピリドスチグミンである。これらの薬剤は自身が分解される代償に、コリンエステラーゼをカルバモイル化する。また、毒として使われるカラバルマメに含まれるフィゾスチグミンも同様である。
したがって、もしこれらの薬剤や毒で中毒症状が出た場合は、例えばアトロピンを投与するなどしてアセチルコリンの分解が滞ったことでアセチルコリンの量が過剰になった影響を除いて時間を稼ぎ、コリンエステラーゼの脱カルバモイル化が起こるのを待てば良い。この他、エドロホニウムのような、上記とは違った作用機序をもったコリンエステラーゼの可逆的な阻害剤と言われている薬剤で中毒症状が起きた時も、やはり同様にコリンエステラーゼが元に戻るまでアトロピンを投与するなどして時間を稼ぐという手が使える。これらに対して、リン酸化されて失活した場合は、脱リン酸化は非常に起こりにくいため、事実上再活性されることはない。これを利用しているのがパラチオンのような有機リン系農薬やサリンのような化学兵器である。リン酸化されたコリンエステラーゼを脱リン酸化させるためにはPAMを用いる。

## 歴史
1968年にコロンビア大学のWalo Leuzingerらがデンキウナギから精製に成功した。